# Eve Queler
Eve Queler (née le 11 janvier 1931) est une cheffe d'orchestre américaine et la directrice artistique émérite de l'Orchestre de l'Opéra de New York (OONY). Elle a fondé l'OONY. Elle est connue pour avoir fait la promotion et dirigé plusieurs opéras relativement peu connus et peu fréquemment joués.

## Biographie
Née en 1931,, sous son nom de jeune femme, Eve Rabin, à New York, Eve Queler commence par étudier le piano. Elle travaille notamment avec Isabelle Vengerova, fréquente l'École de musique et d'art de Manhattan (en) dont elle sort diplômée en 1948, et la Mannes School of Music, où elle étudie le piano et la direction d'orchestre. Une bourse du Fonds Martha Baird Rockefeller lui permet de poursuivre ses études en direction d'orchestre avec Joseph Rosenstock et en accompagnement avec Paul Ulanowsky (en) et Paul Berl. Elle participe également à des master classes avec Walter Susskind et Leonard Slatkin à St. Louis, et avec Igor Markevich et Herbert Blomstedt en Europe.
Après avoir travaillé dans l'équipe du Metropolitan Opera et du New York City Opera, elle crée l'Opera Orchestra of New York (OONY) à  la fin des années 1960 ou début des années 1970, un orchestre composé d'étudiants et de professeurs de musique et destiné à faire connaître des œuvres lyriques en version concertante. 
Elle est connue pour avoir fait la promotion et dirigé plusieurs opéras relativement peu connus et peu fréquemment joués, tels que Rienzi et Jenůfa.
Bien qu'elle se consacre principalement à l'OONY, elle se produit en tant que cheffe d'orchestre invitée avec de nombreuses compagnies d'opéra et orchestres internationaux, dont le Théâtre Mariinsky, l'Opéra d'Australie, l'Opéra d'État de Hambourg, le Théâtre national de Prague, l'Opéra de Francfort, l'Orchestre de Philadelphie, l'Orchestre symphonique de Montréal, l'Orchestre de Cleveland, l'Orchestre symphonique d'Edmonton (en), l'Orchestre symphonique d'Honolulu, et l'orchestre de l'Opéra d'État hongrois.

## Distinctions
En 2002, Eve Queler est nommée Chevalier de l’Ordre des Arts et des Lettres par le gouvernement français. En 2010, elle reçoit un Opera Honors Award du National Endowment for the Arts américain. En 2017, le New Amsterdam Opera lui remet son tout premier Pathfinder Award,.

## Vie privée
Elle était mariée à Stanley Queler, un avocat, décédé le 30 janvier 2013, à 83 ans.